# Bangalaia babaulti
Bangalaia babaulti är en skalbaggsart som först beskrevs av Jean François Villiers 1942.  Bangalaia babaulti ingår i släktet Bangalaia och familjen långhorningar. Inga underarter finns listade.